# Bobrov, Slovacia
Bobrov este o comună slovacă, aflată în districtul Námestovo din regiunea Žilina. Localitatea se află la altitudinea de 604 m deasupra n.m., se întinde pe o suprafață de 25,64 km2 și în 2017 număra 1.821 de locuitori.

## Istoric
Localitatea Bobrov este atestată documentar din 1550.

## Demografie
| An:                | 1994 | 2004   | 2014    | 2024    |
| ------------------ | ---- | ------ | ------- | ------- |
| Număr de persoane: | 1441 | 1530   | 1739    | 2084    |
| Diferență:         |      | +6,17% | +13,66% | +19,83% |

| An:                | 2023 | 2024   |
| ------------------ | ---- | ------ |
| Număr de persoane: | 2042 | 2084   |
| Diferență:         |      | +2,05% |